# Bay-klass (fregatt)
Bay-klassen var en klass av 26 luftvärnsfregatter som byggdes för Royal Navy inom ramen för 1943 års produktionsprogram under andra världskriget (en av dem avbröts och sex färdigställdes som expeditionsfartyg eller forskningsfartyg). De baserades på skrovet från ofullständiga ubåtsjaktsfartyg av Loch-klassen.
1959 och 1961 överfördes fyra fregatter av klassen (Bigbury Bay, Burghead Bay, Morecambe Bay och Mounts Bay) till den portugisiska flottan. Mellan 1966 och 1968 var dessa fartyg baserade i Moçambique och ingick i den portugisiska marinens avskräckningsstyrka mot "Royal Navy Beira Patrol" som försökte genomdriva sanktioner mot Rhodesia. År 1966 köpte den portugisiska flottan också undersökningsfartyget Dalrymple som tjänstgjorde fram till 1983.

## Design
Bay-klassen använde sig av skrovet, maskineriet, fackverksmasten och överbyggnaden från de ofullständiga fregatterna i Loch-klassen. Beväpningen ändrades för att anpassa dem till luftvärnsrollen, med dubbla QF 10,2 cm Mark XVI-kanoner fram och bak i HA/LA Mark XIX fästen utrustade med fjärrstyrning (RPC), som styrdes av en Mark V avståndsmätare på bryggan och var utrustad med Type 285-radar för eldledning. På grund av bristande tillgång på 10,2 cm kanoner och fästen fick många fartyg dessa borttagna från V- och W-klass jagare och skadade Hunt-klass jagare. Ett par Mark V fästen för dubbla 40 mm Bofors luftvärnskanoner placerades mittskepps, var och en med sin egen Simple Tachymetric Director (STD) för eldledning. Luftvärnsbeväpningen kompletterades av ett par Mark V-fästen för dubbla 20 mm Oerlikon-kanoner, monterade på bryggvingarna. Senare ersattes 20 mm kanonerna med enstaka fästen Mark VII för Bofors-kanoner, varav ytterligare ett par lades till mittskepps på upphöjda plattformar. För ubåtsjakt fanns en Hedgehog-granatkastare på backen och på kvartsdäcket fanns två rälsar och fyra kastare för upp till 50 sjunkbomber.
Förutom ett Type 285 radarsystem för eldledning fanns det en Type 291 spaningsradar för luftmål i toppmasten och en Type 276 radar (senare 293) för målangivelse mot ytmål i masthuvudet. De tillhörande "Identification friend or foe"-transpondrarna (IFF) satt också på förmasten för att skilja mellan allierade och fientliga mål och ett HF/DF "Huff-Duff"-radiopejlingsutrustning satt på en kort stolpe i huvudmasten.
Sex Bay-fregatter byggdes för andra roller än som luftvärnsfregatter. Dundrum Bay och Gerrans Bay döptes om till Alert och Surprise och färdigställdes som "expeditionsfartyg", överbefälhavarens yachter för flottorna i Medelhavet och Fjärran Östern. Dessa fartyg hade inga Mark V Bofors-fästen eller bakre 10,2 cm kanoner och en förlängd överbyggnad för att ge mer utrymmen och en högre stormast. De fyra andra fartygen färdigställdes som forskningsfartyg, särskilt för att undersöka det stora antalet okända vrak och minor runt de brittiska öarna från andra världskriget. De var obeväpnade, med undantag för fyra 3-pundiga salutkanoner. De hade kortare främre skyddande däck och förde undersökningsbåtar och minröjningsutrustning.

## Skepp

### Luftvärnsfregatter
- Bigbury Bay (K606) (f.d. Loch Carloway) - byggd av Hall Russell, påbörjad den 30 maj 1944, sjösatt den 16 november 1944 och färdigställd den 10 juli 1945. Såldes till Portugal 1959 och döptes om till NRP Pacheco Pereira (F337) och tjänstgjorde till 1970.
- Burghead Bay (K622) (f.d. Loch Harport) - byggd av Charles Hill & Sons, påbörjad den 21 september 1944, sjösatt den 3 mars 1945 och färdigställd den 20 september 1945. Såldes till Portugal 1959 och döptes om till NRP Álvares Cabral (F336) och tjänstgjorde till 1971.
- Cardigan Bay (K630) (f.d. Loch Laxford) - byggd av Henry Robb, påbörjad den 14 april 1944, sjösatt den 28 december 1944 och färdigställd den 25 juni 1945.
- Carnarvon Bay (K630) (f.d. Loch Maddy) - byggd av Henry Robb, påbörjad den 8 juni 1944, sjösatt den 15 mars 1945 och färdigställd den 20 september 1945.
- Cawsand Bay (K644) (f.d. Loch Roan) - byggd av Blyth Dry Dock, påbörjad den 24 april 1944, sjösatt den 26 februari 1945 och färdigställd den 13 november 1945.
- Enard Bay (K435) (f.d. Loch Brachdale) - byggd av Smiths Dock, påbörjad den 27 maj 1944, sjösatt den 31 oktober 1944 och färdigställd den 4 januari 1946.
- Hollesley Bay (K614) (f.d. Loch Fannich) - beställdes från Smiths Dock, men avbeställdes 1945.
- Largo Bay (K423)  (f.d. Loch Foin) - byggd av William Pickersgill, påbörjad den 8 februari 1944, sjösatt den 3 oktober 1944 och färdigställd den 26 januari 1946.
- Morecambe Bay (K624) (f.d. Loch Heilen) - byggd av William Pickersgill, påbörjad den 30 april 1944, sjösatt den 11 november 1944 och färdigställd den 11 mars 1946. Såldes till Portugal 1961 och döptes om till NRP Dom Francisco de Almeida (F479) och tjänstgjorde till 1970.
- Mounts Bay (K627)  (f.d. Loch Kilbernie) - byggd av William Pickersgill, påbörjad den 23 oktober 1944, sjösatt den 8 juni 1945 och färdigställd den 11 april 1949. Såldes till Portugal 1961 och döptes om till NRP Vasco da Gama (F478) och tjänstgjorde till 1971.
- Padstow Bay (K608) (f.d. Loch Coulside) - byggd av Henry Robb, påbörjad den 25 september 1944, sjösatt den 25 september 1945 och färdigställd den 11 mars 1946.
- Porlock Bay (K650) (f.d. Loch Seaforth, f.d. Loch Muick) - byggt av Charles Hill & Sons, påbörjad den 22 november 1944, sjösatt den 14 juni 1945 och färdigställt den 8 mars 1946. Såldes till Finland 1962 och döptes om till FNS Matti Kurki och tjänstgjorde till 1975.
- Veryan Bay (K651) (f.d. Loch Swannay) - byggd av Charles Hill & Sons, påbörjad den 8 juni 1944, sjösatt den 11 november 1944 och färdigställd den 13 maj 1945.
- St Austell Bay (K634) (f.d. Loch Lyddoch) - byggd av Harland & Wolff, påbörjad den 30 maj 1944, sjösatt den 18 november 1944 och färdigställd den 29 maj 1945.
- St Brides Bay (K600) (f.d. Loch Achility) - byggd av Harland & Wolff, påbörjad den 30 maj 1944, sjösatt den 16 januari 1945 och färdigställd den 6 september 1945.
- Start Bay (K604) (f.d. Loch Arklet) - byggd av Harland & Wolff, påbörjad den 31 augusti 1944, sjösatt den 15 februari 1945 och färdigställd den 10 juli 1945.
- Tremadoc Bay (K605) (f.d. Loch Arnish) - byggd av Harland & Wolff, påbörjad den 31 augusti 1944, sjösatt den 29 mars 1945 och färdigställd den 11 oktober 1945.
- Whitesand Bay (K633) (f.d. Loch Lubnaig) - byggd av Harland & Wolff, påbörjadt den 8 augusti 1944, sjösatt den 16 december 1944 och färdigställd den 30 juli 1945.
- Widemouth Bay (K615) (f.d. Loch Frisa) - byggd av Harland & Wolff, påbörjad den 24 april 1944, sjösatt den 19 oktober 1944 och färdigställd den 13 april 1945.
- Wigtown Bay (K616) (f.d. Loch Garasdale) - byggdes av Harland & Wolff, påbörjad den 24 oktober 1944, sjösattes den 26 april 1945 och färdigställdes den 19 januari 1946.

### Expeditionsfartyg
- Alert (K647) (f.d. Dundrum Bay, f.d. Loch Scamdale) - byggdes av Blyth Dry Dock, påbörjad den 28 juli 1944, sjösattes den 10 juli 1945 och färdigställdes den 24 oktober 1946.
- Surprise (K346) (f.d. Gerrans Bay, f.d. Loch Carron) - byggd av Smiths Dock, påbörjad den 21 april 1944, sjösatt den 14 mars 1945 och färdigställd den 9 september 1946.

### Forskningsfartyg
- Cook (K638) (f.d. Pegwell Bay, f.d. Loch Mochrum) - byggdes av William Pickersgill, påbörjad den 30 november 1944, sjösattes den 24 september 1945 och färdigställdes den 20 juli 1950.
- Dalrymple (K427) (f.d. Luce Bay, f.d. Loch Glass) - byggd av William Pickersgill, påbörjad den 29 april 1944, sjösatt den 12 april 1945 och färdigställd den 10 februari 1949. Såldes till Portugal 1966 och döptes om till NRP Afonso de Albuquerque (A526) och tjänstgjorde till 1983.
- Dampier (K611) (f.d. Herne Bay, f.d. Loch Eil) - byggd av Smiths Dock, påbörjad den 7 augusti 1944, sjösatt den 15 maj 1945 och färdigställd den 14 juni 1948.
- Owen (K640) (f.d. Thurso Bay, f.d. Loch Muick) - byggd av Hall Russell, påbörjad den 30 september 1944, sjösatt den 19 oktober 1945 och färdigställd den 23 september 1949.